# Machine à composer

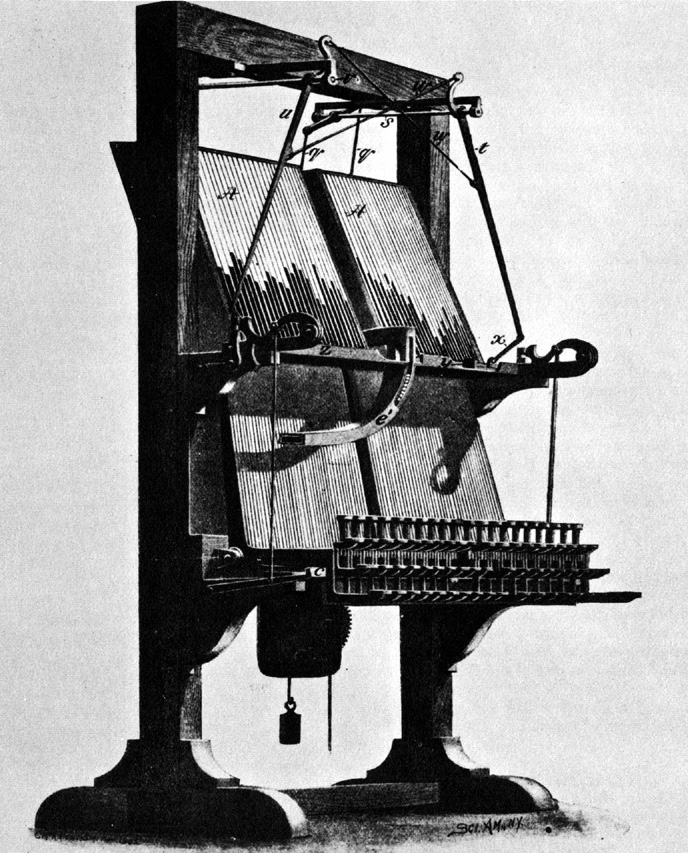
Machine de William Church.

En imprimerie, une machine à composer est une machine qui assemble les caractères en plomb destinés à imprimer un texte, en se substituant à la composition manuelle traditionnelle. Certaines de ces machines peuvent assurer la justification des lignes et la distribution des caractères après l’impression. On trouve parfois le terme de « composeuse », alors que « compositrice » désigne une femme typographe « traditionnelle ».

## Données du problème
La composition typographique peut se résumer à trois étapes :
- La composition proprement dite : le typographe prend les caractères (incluant lettres, signes de ponctuation et espaces) dans la casse, chacun étant rangé dans son cassetin. Il n’a pas besoin de voir le caractère, mais il peut lire et donc vérifier instantanément  le résultat de son travail dans le composteur qu’il tient en main. Une machine peut « appeler » chaque caractère, préalablement rangé dans un compartiment propre, par l’action d’une touche.

- La justification consiste à rajouter des espaces uniformément réparties, de manière que la ligne soit remplie, sans aucun jeu, à la longueur voulue. La mécanisation de cette opération est plus difficile.
- La distribution consiste, après utilisation, à reprendre les caractères un par un et à les remettre dans leur casse d’origine. L’ouvrier doit voir chaque caractère pour l’identifier. Pour identifier mécaniquement un caractère, celui-ci doit être muni d’éléments matériels distinctifs qui le différencient des autres, comme des crans : la fabrication du caractère se complique et le fragilise. À défaut, c’est un ouvrier qui reconnaît le caractère et l’envoie à sa place par une touche : on gagne relativement peu par rapport à la distribution manuelle.

## Historique
Les diverses inventions de machines à composer ont toutes vu le jour au cours du XIXe siècle, alors que la presse typographique connaissait de grands bouleversements et que l’édition et la presse étaient en plein essor. Seule la composition restait pratiquement inchangée depuis Gutenberg : l’ouvrier typographe « levait » la lettre dans une casse, la plaçait sur son composteur, justifiait la ligne, puis posait l’ensemble des lignes sur une galée avant de procéder à l’impression. Ensuite, il fallait faire l’opération inverse, la distribution : reprendre chaque caractère et le replacer dans son cassetin. Les typographes avaient une grande dextérité dans ces mouvements, mais ces opérations manuelles demandaient tout de même beaucoup de temps et les mécaniser devint l’objectif d'imprimeurs ou de mécaniciens, si bien qu'entre 1820 et 1925, près de 300 brevets furent déposés.
Des expériences ont lieu périodiquement pour accélérer la composition, à commencer par des « casses rationnelles », puis des logotypes, blocs comportant plusieurs caractères selon la fréquence d'association des lettres dans la langue (lettres doubles, triples ou quadruples). Mais ces innovations pèsent peu devant la longue expérience d’un ouvrier traditionnel. La tendance sera donc aux machines de type « piano », avec un clavier qui commande la sélection du caractère par action d’une touche : le caractère se met en place dans un composteur soit par gravité, soit par l’action d’un mécanisme, d’un ressort ou même, comme dans une des premières versions de la Linotype, la Blower Linotype, par une soufflerie à air comprimé.

### Premières tentatives (1815-1850)
Les premières machines, de type « piano », sont imaginées, en 1815 par l’Anglais Benjamin Forster, puis par le futur éditeur et philosophe Pierre Leroux en 1820, mais restent à l’état de projets. 
Dans l’ensemble, les caractères sont stockés dans un magasin, l’action d’une touche les fait descendre dans un composteur, la justification reste manuelle et la distribution ignorée ou compliquée par le fait que chaque caractère doit être muni de crans ou d’encoches.
- L’Américain William Church, de Boston,  fait breveter sa machine en 1822, en Angleterre.

- Suivent les essais de l’écrivain, philosophe et futur académicien français Pierre-Simon Ballanche, fils du directeur de l’Imprimerie de Lyon, entre 1819 et 1833 : des touches actionnent un ressort qui éjecte le caractère du cassetin. Ses idées pourraient avoir influencé William Church.

- Gaubert, en 1826, est ruiné dans la mise au point d’une machine compliquée, le Gérotype, où l’opérateur doit actionner clavier et pédalier, et où les caractères munis de crans sur toutes leurs faces sont agités en tous sens pour être distribués : placés dans le bon sens, puis « reconnus » et rangés.

- Napoléon Chaix (vers 1844) met au point une composeuse qui fonctionne avec un seul ouvrier, justification manuelle, distribution par une machine séparée.

- Adrien Delcambre, associé à l’Anglais James Hedden Young, propose le Pianotype (breveté en 1840). Une machine à composer, et une machine à distribuer, primées à l’Exposition internationale de 1855, présentées comme pouvant être servie par du personnel féminin.

- Le capitaine Rosenborg, de son côté, annonce une machine plus rapide que celle de Young et Delcambre, comprenant une « composeuse » où les caractères sont acheminés vers le composteur par une vis sans fin, et une  « distribueuse », vite tombées dans l’oubli[3].

- Le poète Gérard de Nerval, féru de typographie, dépose en 1845 un brevet pour une machine stéréographe, où une série de roues juxtaposées sur le même axe portent chacune l’ensemble des caractères en relief. En les faisant tourner, on compose une ligne, qui peut s’imprimer en creux dans une matière plastique formant moule, soit imprimer sur papier autographique pour être reporté sur une pierre lithographique[4].

- À partir de 1851, le Danois Soërensen, installé à Paris, propose une machine, la Tacheoyp, munie d’un double cylindre faisant office de compositeur et de distributeur, d’une grande ingéniosité mécanique. Après dissolution de sa société, Soërensen regagne le Danemark et meurt avant que son invention ne connaisse le succès.

### Machines à composer dans la seconde moitié duXIXesiècle

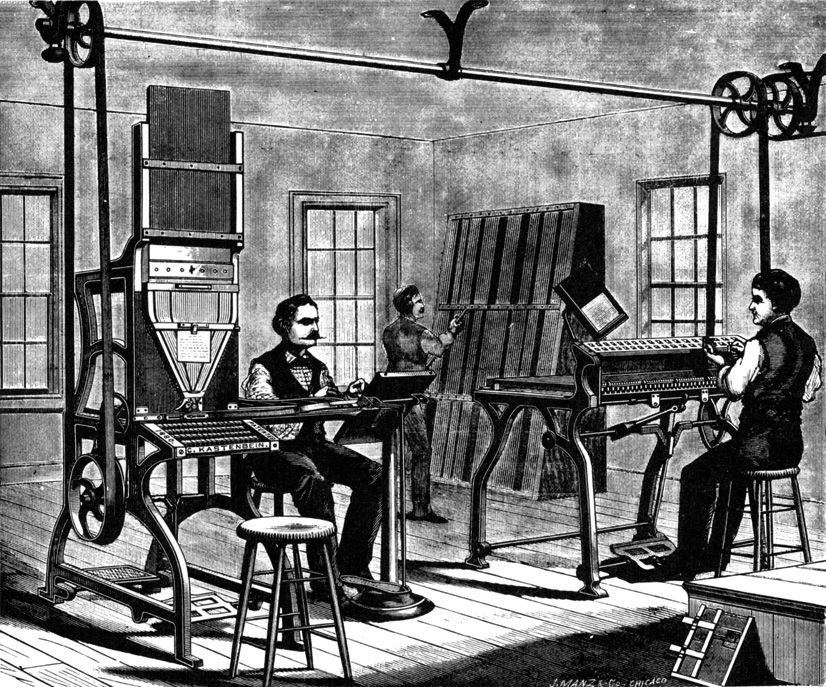
Machine de Kastenbein. À gauche, le clavier et le magasin. Le personnage assis est à la justification. À droite, la machine à distribuer.

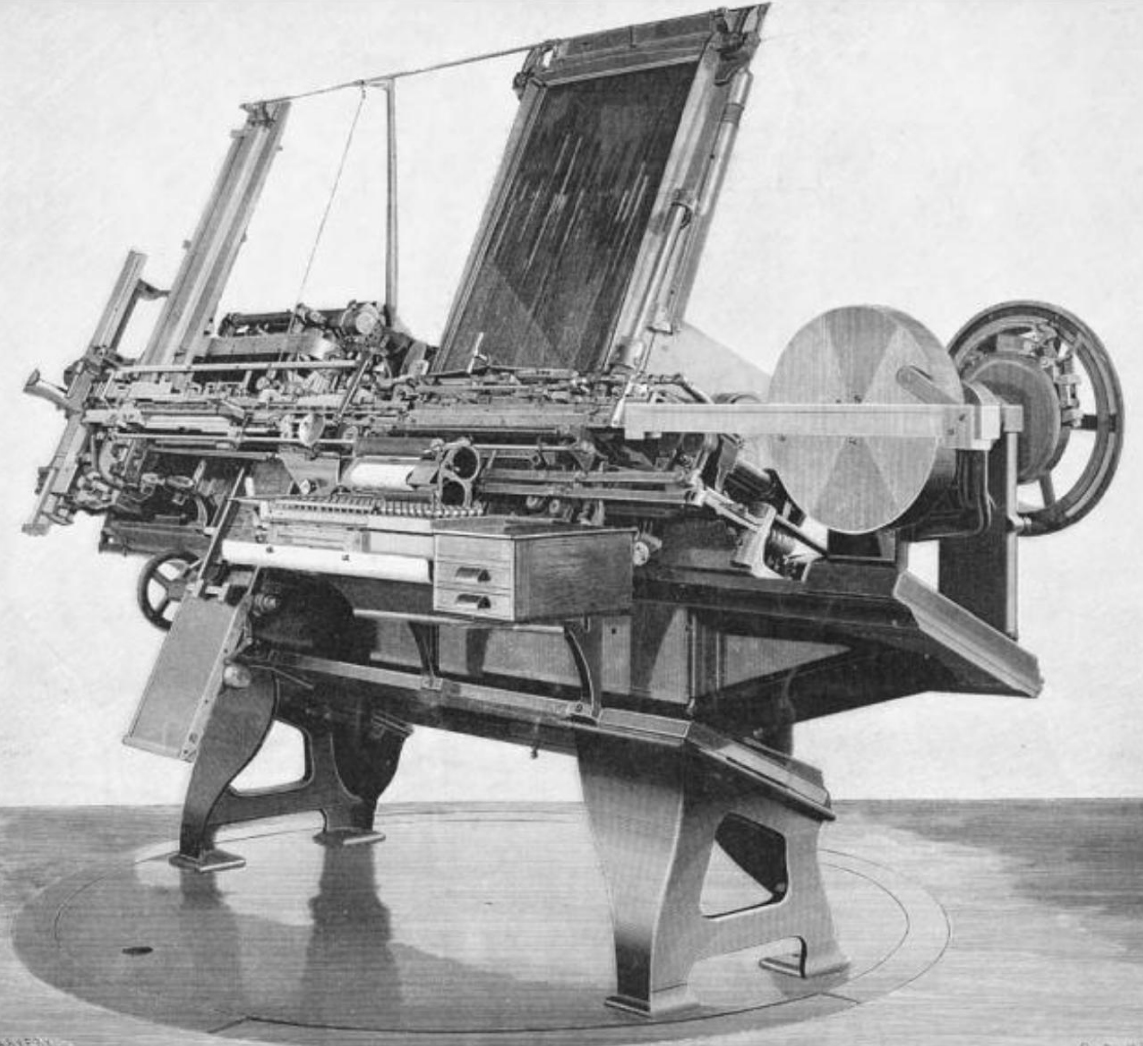
Le compositeur de Paige.

Dans la seconde moitié du siècle apparaissent des machines qui sont effectivement utilisées par les grandes imprimeries, et d’autres qui sont des échecs : 
- Hattersley : Robert Hattersley, de Manchester, propose une machine (1857) où le compositeur est assis devant un clavier et doit justifier manuellement ; la distribution se fait avec une autre machine où l’opérateur doit reconnaître visuellement chaque caractère. La Hattersley fut utilisée par le Newcastle Daily Journal, La Nouvelle Presse libre et le Tageblatt, à Vienne.
- Kastenbein : Charles ou Karl Kastenbein était relieur à Paris.  Il regagne l’Allemagne avec une machine fabriquée par un imprimeur français inconnu, mort avant d’avoir mené à bien son invention. Kastenbein la développe lui-même. La machine, brevetée en 1869, nécessite deux opérateurs, un composeur et un justificateur. Un magasin de caractères vertical surmonte le clavier, la machine peut être actionnée par la vapeur ou par une pédale. Elle présente l’inconvénient de casser à peu près la moitié des caractères. Au Times, on résout la question en envoyant à la fonte les caractères utilisés et en fournissant des caractères neufs à chaque utilisation. Une machine distincte assure la distribution : chaque caractère, jeté en vrac dans un magasin, se présente devant l’opérateur qui l’envoie dans son magasin en appuyant sur la touche correspondante[5].
- Paige Compositor : vers 1885, James Paige construit une machine perfectionnée (selon ses dires) pouvant justifier et distribuer automatiquement, qui n’obtient aucun succès, si ce n’est qu’elle a été soutenue par l’écrivain Mark Twain qui a investi et perdu dans l’aventure une grande partie de ses biens (300 000 $, soit 7 millions de dollars actuels). Sur deux machines construites, une fut vendue à la ferraille, l’autre se trouve à la maison-musée de Mark Twain.
- Empire : parmi les composeuses ayant connu un certain succès, figure l'Empire. D’après un brevet déposé en 1857 par W. H. Houston, qui le revendit à Gray and Green, grands imprimeurs de New York, la machine échut à un M. Burr, puis à Henry Trush, qui la baptisa Empire : 175 exemplaires en auraient été vendus entre 1890 et 1904. L'Empire se compose de deux machines : la composeuse, dont les caractères sont munis de deux crans, qui est desservie par deux opérateurs, un qui compose, un qui justifie ; la seconde, le distributeur, distribue les caractères en séparant les caractères standard (dépourvus des deux crans) qui auraient pu être utilisés simultanément.
- Thorne : la Thorne, dont le premier brevet date de 1869, reprend les principes de la Soërensen. C’est celle qui connaît le plus grand succès, au point de concurrencer la Linotype, grâce à sa robustesse et sa simplicité, bien qu’elle nécessite encore trois opérateurs.

### Composeuses-fondeuses

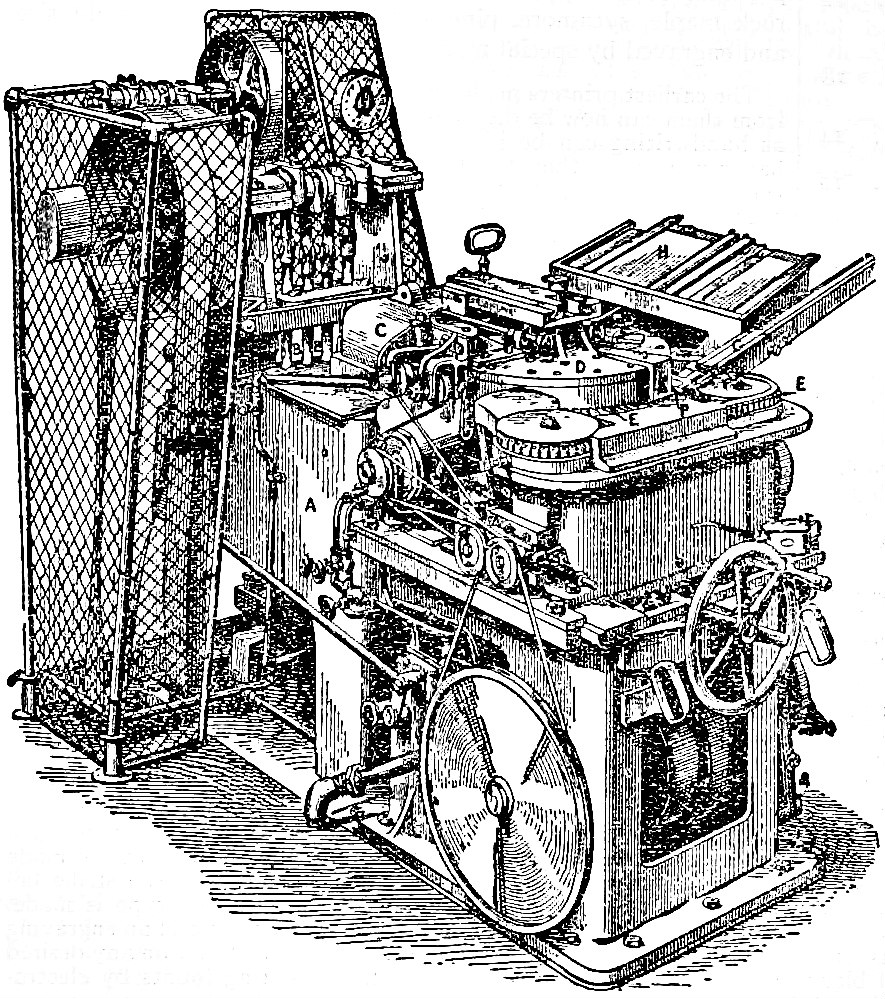
Une Wicks.

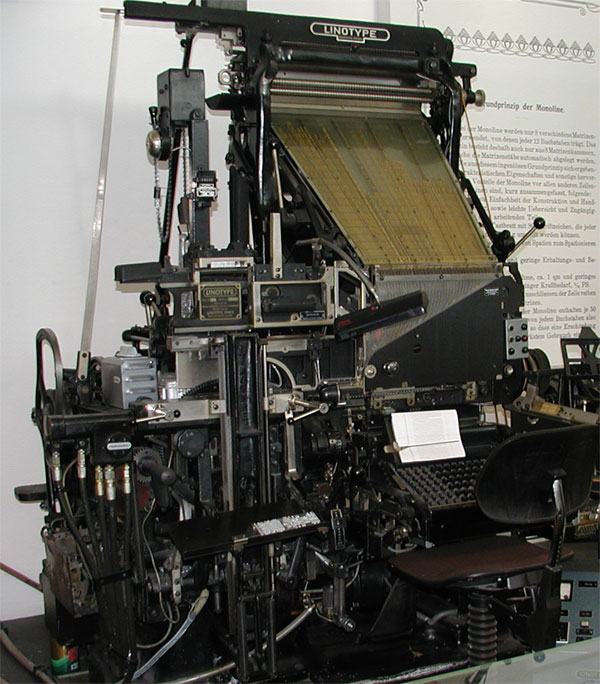
La Linotype.

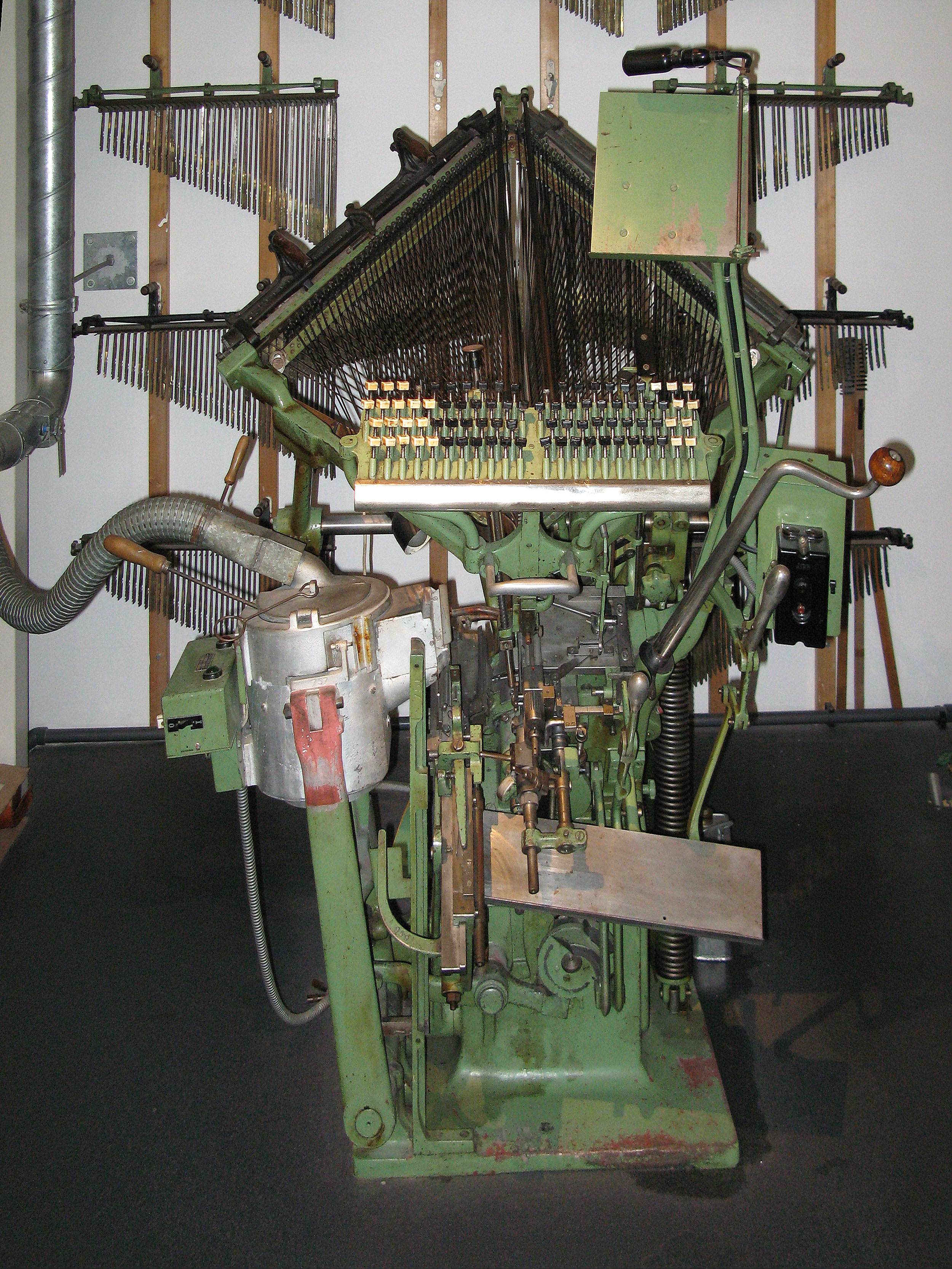
Une Typograph de 1965.

Le principe qui l'emporte finalement en matière de composition mécanisée est celui de machines qui fondent les caractères, éliminant l’usage des caractères traditionnels. Pour cela, il faut faire un retour en arrière, et revenir à l’idée de Louis-Étienne Herhan. En 1797, cet imprimeur, confronté au problème des blocs obtenus par moulages qui perdaient rapidement leurs qualités, proposa de fondre non à partir des caractères, mais des matrices en creux : il n’y avait plus qu’un seul moulage, au lieu de trois. Il fallait simplement que les matrices soient dimensionnées de manière à être assemblées en lignes comme les caractères habituels. On procédait à la fonte d’une page entière, à partir des « matrices paginaires ». Herhan appela son système « monotypie ». À cause d’inconvénients mineurs, ce procédé n’alla pas plus loin. Mais le principe de la matrice et de la fonte de blocs allait être la clé des nouvelles machines à composer.
- La Matern Machine (1897) de M. Wicks, succédant à une machine à composer simple, fond des caractères mobiles. Une Wicks remplace les distributeurs des Kastenbein au Times.
- La Typograph de Rogers (1890), par sa simplicité de construction, connaît un certain succès malgré la concurrence de la Linotype. Elle est fabriquée en Allemagne jusque dans les années 1960.
- La Linotype de Mergenthaler représente l’aboutissement du procédé, des milliers d’exemplaires sont produits et utilisés entre 1885 et les années 1970 où va s’imposer la photocomposition, avant l’informatique. Dans ces machines, ce sont des matrices en cuivre ou en laiton, munies de crans permettant la distribution, qui circulent et constituent l’essentiel du système, le plomb fondu générant à chaque ligne un bloc de caractères.

- La Monotype, mise au point sensiblement à la même époque (1887), compose des caractères uniques au lieu de lignes-blocs, ce qui facilite la correction. La frappe sur le clavier génère une bande perforée codée qui est « lue » ensuite par la fondeuse de caractères, machine indépendante. Cette division du processus en deux postes séparés présente l'avantage de mettre l’opérateur (ou opératrice) à l’abri des vapeurs toxiques du plomb. D’autre part, la bande perforée, véritable « mémoire » avant la lettre, permet de conserver du texte composé, sans immobiliser d’encombrantes formes en plomb et sans avoir à saisir de nouveau le texte.

- La Monoline, mise au point en 1892 par un ancien employé de Linotype, W. S. Scudder, est une fondeuse de lignes-blocs de conception plus simple. Elle est fabriquée au Canada et en Allemagne pour échapper aux brevets de Linotype.

### Photocomposition

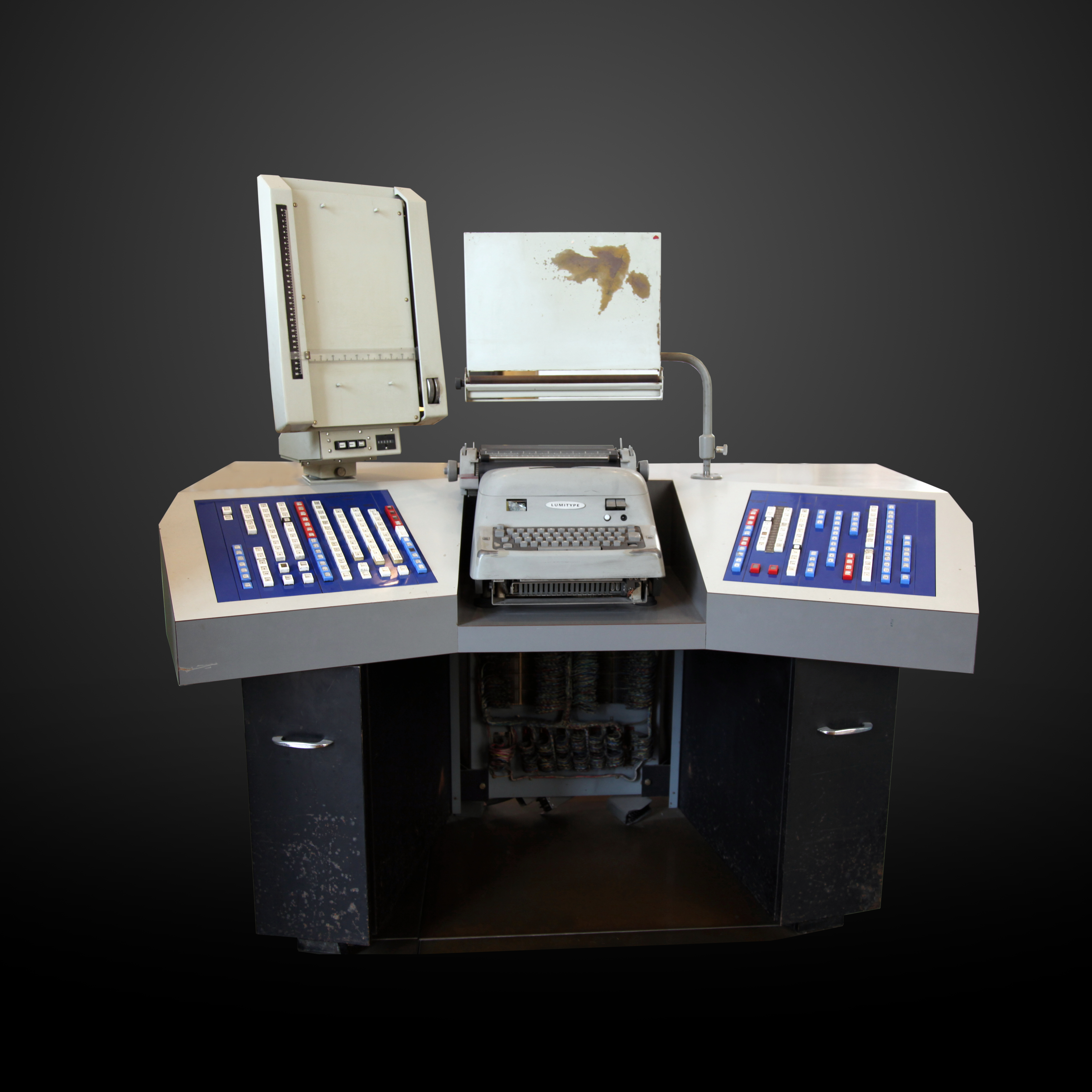
Photocomposeuse Lumitype de 1965.

L’utilisation de la photographie pour composer des textes surgit dès le XIXe siècle, mais c’est le fait de recherches isolées, les techniques photographiques sont dirigées logiquement vers la reproduction des images. L’impression typographique, qui est alors la seule possibilité, impose les types en relief. Les choses changent avec l’apparition de l’offset. La forme imprimante n’est plus un bloc de caractères et de clichés, mais une plaque où textes et images sont transférés photographiquement. Toutefois, pour composer les textes, on est toujours obligé de composer en plomb, manuellement ou mécaniquement. C’est ce fait, totalement partie prenante de la routine du métier, qui surprend le néophyte René Higonnet, visitant pour la première fois de sa vie une imprimerie, à Lyon, en 1944. Cet ingénieur en téléphonie, photographe amateur, se prend à imaginer une machine qui composerait des textes à partir de matrices en négatifs. Il s’attelle au projet avec son collaborateur Louis Moyroud ; après des années de mise au point, la Lumitype est fabriquée et commercialisée sous la marque Photon jusque dans les années 1960. D’autres fabricants suivent et progressivement, les photocomposeuses remplacent les antiques Linotypes et Monotypes. Dans les années 1980, c’est l’informatique qui va se substituer à la photocomposition.

## Impact social
Comme toutes les innovations qui augmentent la productivité, les machines à composer provoquent des pertes d’emploi et des mutations. Ce phénomène est sensible avec l’apparition des Linotypes. Les machines précédentes, peu répandues, exigent encore deux à trois opérateurs. Dans l’ensemble, les composeuses provoquent moins de troubles sociaux que l’arrivée des presses mécaniques dans les années 1830. Mais dès le début, et c’est un argument fréquemment mis en avant par les fabricants, on peut désormais confier le travail à des femmes ou même à des enfants. On met en avant la facilité du travail, le peu de pénibilité (on peut désormais travailler assis). En fait, l’argument non déclaré, mais parfaitement compris, est que les salaires des femmes ou des enfants sont largement inférieurs à ceux des hommes. La profession est, de manière générale, très misogyne et les typotes, si elles existent, sont plutôt mal considérées. La place des femmes aux claviers se fait lentement. Au début du XXe siècle, un jugement en appel relaxe un imprimeur de Grenoble de l’accusation d’avoir employé sept femmes à la conduite de Linotypes, au mépris d’un article de 1897 destiné à les protéger des intoxications par le plomb (on fait valoir qu’il ne s’agit pas de plomb, mais d’un alliage !).